# Noşratābād (ort i Hamadan, lat 34,69, long 48,09)
Noşratābād (persiska: نُصرَتابادِ بِهراز, نُصرَت آباد, Noşratābād-e Behrāz, نصرت آباد) är en ort i Iran.   Den ligger i provinsen Hamadan, i den nordvästra delen av landet, 300 km väster om huvudstaden Teheran. Noşratābād ligger 1 520 meter över havet och antalet invånare är 915.
Terrängen runt Noşratābād är platt åt nordväst, men åt sydost är den kuperad. Runt Noşratābād är det ganska tätbefolkat, med 86 invånare per kvadratkilometer. Närmaste större samhälle är Asadābād, 10,5 km norr om Noşratābād. Trakten runt Noşratābād består i huvudsak av gräsmarker.